# Чувашский государственный институт гуманитарных наук
Чувашский государственный институт гуманитарных наук (ЧГИГН) (чув. Чӑваш патшалӑх гуманитари ӑслӑлӑхсен институчӗ) — научное учреждение в Чувашской Республике. Располагается в Чебоксарах с 1921 года. Организация награждена орденом «Знак Почёта» (1980).
Институт проводит комплексные исследования теоретических и научно-прикладных проблем чувашского языка, литературы и фольклора, истории, археологии, этнологии и искусств чувашского народа и социально-экономического развития Чувашской Республики.

## История

### Предыстория
12 февраля 1921 года в Чувашской автономной области было организовано Общество изучения местного края, членами которого был собран большой материал по проблемам языка, фольклора, этнографии чувашского народа. Были опубликованы множество работ, изданы сборники песен. 
На съезде чувашских краеведов, состоявшемся в июне 1928 года в Чебоксарах, среди проблем были названы слабость научной обработки собранного материала, незначительное использование в исследованиях архивных данных, отсутствие коллективных работ по проблемам краеведения, недостаточная популяризация достижений научной мысли среди населения. Было объявлено о решении правительства Чувашской АССР создать Всечувашский Совет науки и культуры при СНК Чувашской АССР, призванный координировать краеведческую работу по всем направлениям, а также намечать перспективы исследовательской работы. Идея создания такого центра была выдвинута Обществом изучения Чувашского края и связана с необходимостью предотвратить параллелизм в работе различных организаций и учреждений, в той или иной мере имевших отношение к краеведческим вопросам. В Совет науки и культуры были включены представители Госплана Чувашской АССР, наркомпромторга, наркомзема, наркомпроса, наркомздрава, центрального архива, краеведческого музея, а также Общества изучения местного края. С созданием Совета науки и культуры на краеведческое общество была возложена разработка методики краеведческой работы, а также концентрация материалов, полученных от низовых краеведческих организаций.
17 августа 1930 года секретариат Чувашского обкома ВКП(б) постановил реорганизовать Совет науки и культуры, основанный в апреле 1928 года, в научно-исследовательский институт.

### 1930—1991
18 августа 1930 Совнарком Чувашской АССР на базе Совета науки и культуры образовал Чувашский комплексный научно-исследовательский институт. В августе 1932 года институт подвергся реорганизации: на базе сельскохозяйственного сектора Чувашского комплексного научно-исследовательского института был образован Научно-исследовательский институт социалистической реконструкции сельского хозяйства (просуществовал до 1934).
10 августа 1933 года Совнарком Чувашской АССР реорганизовал Чувашский комплексный научно-исследовательский институт в два учреждения: Чувашский научно-исследовательский институт промышленности (просуществовал до 1936) и Чувашский научно-исследовательский институт социально-культурного строительства.
В 1937 году все штатные и нештатные работники института были отстранены от работы, некоторые научные сотрудники института были репрессированы по обвинению в буржуазном национализме. В частности, директор института Н. В. Шубоссинни был арестован и погиб в ГУЛАГе в 1942 году.
25 августа 1938 года постановлением Совнаркома Чувашской АССР институт был переименован в Чувашский научно-исследовательский институт языка, литературы и истории. 1 января 1948 года согласно постановлению Совета министров Чувашской АССР от 14 ноября 1947 года институт был переведён в ведение Совета Министров Чувашской АССР и стал называться Чувашским научно-исследовательским институтом языка, литературы и истории при Совете министров Чувашской АССР. 
В январе 1956 года был организован сектор экономики. С этого момента институт стал называться Чувашским научно-исследовательским институтом языка, литературы, истории и экономики при Совете Министров Чувашской АССР.
Владимир Тяпкин (Чувашский национальный конгресс): «...о 80-х годах. Мы тогда там собирались, спорили о перестройке, мечтали о переменах. Там кипела работа в избирательных штабах демократически настроенных кандидатов. И Краснов был в самой гуще».

### С 1991
В августе 1991 года здание института стало штабом противодействия ГКЧП СССР в Чебоксарах. 19 августа 1991 в здании собрались чувашские учёные и научные сотрудники, представители гуманитарной и технической интеллигенции, депутаты Верховного Совета Чувашской ССР, Чебоксарского горсовета, активисты Движения демократических реформ (ДДР), представители общественности. Министр юстиции РСФСР Николай Фёдоров, оказавшийся в этот день в Чебоксарах, заявил о том, что ГКЧП – незаконно, и что он срочно выезжает в Москву. С утра он встретился с соратниками в  институте гуманитарных наук. Соратники взялись перепечатывать на пишущей машинке декреты президента РСФСР Б. Н. Ельцина о незаконности ГКЧП.
4 мая 1994 года решением Кабинета министров Чувашской Республики институт был переименован в Чувашский государственный институт гуманитарных наук. Своё 80-летие институт встретил под названием Государственное научное учреждение «Чувашский государственный институт гуманитарных наук».
К 1 января 1999 года в институте работали 68 человек, в том числе 38 научных сотрудников, из них 3 доктора, 20 кандидатов наук.
К 1 ноября 2010 году в штате института состояло 85 человек (часть по совместительству): 55 научных сотрудников, в том числе 10 докторов и 29 кандидатов наук, 12 сотрудников без учёной степени, а также 2 лаборанта и 2 лаборанта-исследователя.
В 2001 году подготовлена и издана «Краткая чувашская энциклопедия». В дальнейшем издана 4-томная «Чувашская энциклопедия» — научное справочное издание универсального характера о чувашском народе и Чувашской Республике. В 2006 году — был выпущен первый том энциклопедии, второй том издан в 2008 году, третий том — в 2009 году, издание четвёртого в 2011 году.

## Структура института

### Администрация
Директор института с апреля 2024 года — Ю. Н. Исаев, доктор филологических наук.
Заместитель директора по науке и развитию — Г. А. Николаев, кандидат исторических наук.
Заместитель директора по организационной работе и экономике — Н. И. Бакин.

### Научные отделы
- археологии;
- искусствоведения;
- истории;
- литературоведения и фольклористики;
- социологии;
- чувашской энциклопедии;
- этнологии и антропологии;
- языкознания,

а также:
- редакция словарей и серийных изданий;
- редакционно-издательский отдел;
- научная библиотека;
- научный архив.

## Деятельность института

### Научные изыскания
Приоритетной задачей института является развитие фундаментальных научных исследований. В сфере языкознания изучаются проблемы современного чувашского литературного языка, чувашской терминологии, исторического развития чувашского языка, социальное функционирование языка. Ведётся работа по созданию машинного фонда чувашского языка и составлению словарей: толкового, топонимического, переводных, справочника новых слов и значений.
В области литературоведения, критики и фольклористики основные исследования ведутся в следующих направлениях: составление собраний сочинений классиков чувашской литературы, изучение литературно-творческого процесса, создание 50-томного свода чувашского народного творчества. В области искусствоведения изучаются современное состояние изобразительного, музыкального, театрального искусств, их исторические и национальные истоки, творчество отдельных деятелей культуры и искусства. Важное место занимают исследования по актуальным проблемам истории региона и чувашского народа, таких как: история Чувашии XX века, развитие предпринимательства в Поволжье, история городов республики, материальная и духовная культура народа, система народной обрядности, чувашская диаспора в России, антропологический мониторинг населения Чувашии, социальные проблемы развития Чувашской Республики на современном этапе.
За годы своей деятельности институт издал более 700 книг, провёл около 500 научных конференций и сессий и 130 экспедиций (этнографических, археологических, диалектологических, фольклорных и социологических).
Институт занимается и издательской деятельностью. В последнее время отделом оперативной полиграфии издаётся ежегодно по 15-20 монографий, сборников статей, словарей и др. 

### Некоторые труды института
- Викторов Ю. В. Петр Кипарисов: художник и педагог. — Чебоксары, 1999. 214 с.
- Иванов В. П. Чувашская диаспора. Этногеографический справочник. — Чебоксары, 1999. 316 с.
- История Чувашской Республики. Библиографический указатель. — Чебоксары, 1996. 401 с.
- Классик чувашской литературы Михаил Фёдоров. — Чебоксары, 1998. 144 с. На чувашском языке.
- Композитор Александр Васильев: Сборник статей. — Чебоксары, 1999. 183 с.
- Материалы по этнографии и антропологии чувашей: Сборник статей. — Чебоксары, 1999. 192 с.
- Овчинников Н. В. Миг между прошлым и будущим. — Чебоксары, 1998. 128 с.
- Предпринимательство Поволжья: истоки, традиции, проблемы и тенденции развития. Сборник материалов конференции. — Чебоксары, 1998. 336 с.
- Проблемы национального в развитии чувашского народа: Сборник статей. — Чебоксары, 1999. 302 с.
- Сто строф из чувашской афористической поэзии. Составитель М. Г. Кондратьев. — Чебоксары, 1998. 144 с. На чувашском и русском языках.
- Фёдоров Г. И. Художественный мир чувашской прозы. — Чебоксары, 1996. 304 с.
- Федотов М. Р. Словарь чувашских нехристианских личных имен. — Чебоксары, 1999. 148 с.
- Федотов М. Р. Этимологический словарь чувашского языка. I—II тома. — Чебоксары, 1996.
- Чувашское искусство. Вопросы теории и истории: Сборник статей. Вып. 3. — Чебоксары, 1997. 256 с.
- Чувашское языкознание: Сборник статей. — Чебоксары, 1999. 193 с. На чувашском языке.
- Экономические реформы и стабилизация производства: Сборник статей. — Чебоксары, 1997. 176 с.

- Сувенирный комплект из трёх книг (воспоминаний) в кассете:
  - Бекшанский П. Рассказы о Сеспеле. — Чебоксары, 1999. 68 с.
  - Кузьмин Г. Брат мой огнекрылый. — Чебоксары, 1999. 56 с.
  - Рубис Н. Встречи с Сеспелем. — Чебоксары, 1999. 86 с.